# Utbildning i Island
Utbildning i Island innebär en tioårig skolplikt som börjar det år barnen fyller sex. För barn under sex år finns förskola. De flesta eleverna bor hemma, och många av dem har skolskjuts. Island har treårigt gymnasium.

## Historik
År 1907, då Island ännu tillhörde Danmark, infördes allmän skolplikt. År 1974 infördes grundskola med stadieindelning. Fram till slutet av 1990-talet hade Island nioårig skolplikt för barn i åldern 7-16 år.